# Al-Bara

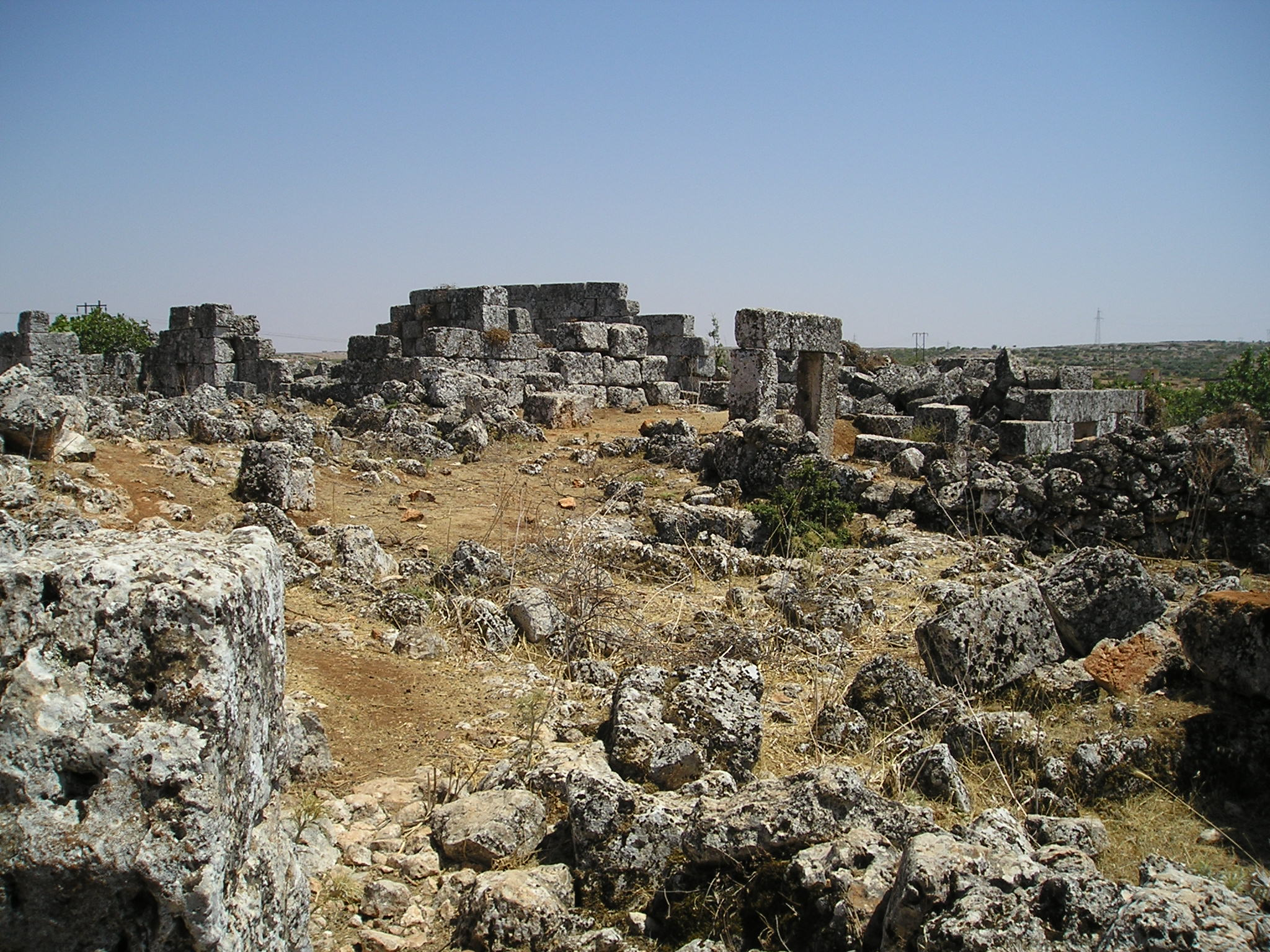
Ruïnes de Bara

Al-Bara o Bara (àrab: البارة, al-Bāra) fou una ciutat del Djabal al-Zawiya al nord d'Apamea, a l'oest de Maarat an-Numan i uns 80 km al sud-oest d'Alep. Es conserven importants ruïnes de la ciutat on hi ha restes de les cinc esglésies i tres monestirs de la vila, així com altres edificacions, i tres tombes, una soterrània i dues piramidals.
Fundada al segle iv, a vila fou important entre els segles V i VIII com estació en el comerç entre Antioquia de l'Orontes i Apamea, i els sirians l'anomenaven Kafra de Barta. L'islam hi fou introduït i la tradició fa rei de la ciutat abans d'això a Abu Safyan que era jueu. Sota els musulmans hi va haver una colònia jueva i fou seu d'un bisbat cristià sufragani d'Antioquia. Després del segle viii el comerç es va desviar i la ciutat fou progressivament despoblada.
El 1098 la va conquerir Ramon de Sant Geli, al temps de les croades; Ridwan de Damasc la va recuperar el 1102 però fou retornada als croats per un tractat signat el 1120. Quan la van reconquerir el 1123 els musulmans de Balak hi van construir la fortalesa de Kalat Abi Safyan, al nord. La llegenda diu que la fortalesa fou fundada inicialment pel mateix Abu Safyan. Va retornar als croats en data incerta però el 1148 Nur al-Din la torna a ocupar. Uns anys després la ciutat fou destruïda per un terratrèmol. i desapareix de les cròniques al final del segle.
Un nova ciutat propera a la vella es va construir al començament del segle xx.